# Гугенот (картина)
«Гугенот» (англ. A Huguenot, полное название — «A Huguenot, on St. Bartholomew’s Day Refusing to Shield Himself from Danger by Wearing the Roman Catholic Badge») или «Гугенот в День святого Варфоломея» — картина английского художника Джона Эверетта Милле, завершённая им в 1852 году и выставленная в Королевской Академии художеств в том же году.

## Описание
На картине изображена пара молодых влюбленных; девушка, католичка, пытается повязать белую повязку на руку своему возлюбленному-протестанту, что должно символизировать верность католицизму. Молодой человек решительно снимает повязку, в то же время нежно обнимая свою возлюбленную и смотрит ей в глаза. Инцидент относится к Варфоломеевской ночи 24 августа 1572 года, когда около 3000 французских протестантов (гугенотов) были убиты в Париже и около 20 000 — по всей Франции. Небольшому количеству протестантов удалось сбежать из города с помощью уловки, повязав белые нарукавные повязки.

## История создания
Первоначально Милле планировал просто изобразить влюблённых, находящихся в сложном положении, но, его друг Уильям Холман Хант убедил, что эта тема слишком банальна. После того, как Милле увидел оперу Джакомо Мейербера «Гугеноты» в Ковент-Гардене, в которой рассказывается история резни, он изменил сюжет картины, чтобы связать его с этим событием. В опере Валентина безуспешно пытается заставить своего возлюбленного Рауля носить повязку. Симпатия к фигуре протестанта также неслучайна, так как прерафаэлиты ранее подвергались нападкам за их предполагаемые симпатии к Оксфордскому движению и католицизму.
Милле нарисовал большую часть фона возле Юэлла в Суррее в конце лета и осенью 1851 года, когда он и Хант жили на ферме Вустер-Парк. Это была кирпичная стена, примыкающая к саду. Некоторые цветы, изображённые на картине, могли быть выбраны из-за интереса к символическому языку цветов. К примеру, синие колокольчики слева могут символизировать веру и постоянство. Вернувшись в Лондон после того, как в ноябре погода стала слишком холодной для работы на открытом воздухе, он изобразил фигуры: лицо мужчины принадлежало другу семьи Милле Артуру Лемприеру, а для женской фигуры позировала Энн Райан.
Картина была выставлена в 1852 году в Королевской академии художеств вместе с «Офелией» и «Портретом миссис Ковентри Патмор» (ныне хранится в Музее Фитцуильяма в Кембридже) и помогла изменить отношение общества к прерафаэлитам. Том Тэйлор из журнала Панч написал весьма положительный отзыв. В 1856 году картина была перенесена на гравюру в виде репродукции торговцем Д. Уайтом и выгравирована в технике меццо-тинто Томасом Олдхэмом Барлоу.
Существуют небольшие акварельные версии этой картины кисти Милле хранящиеся в Художественной галерее Сесила Хиггинса в Бедфорде, Гарвардском художественном музее и уменьшенная масляная копия в коллекции композитора Эндрю Ллойда Уэббера.